# Lille Université Club
Le Lille Université Club est un club omnisports universitaire basé à Lille et soutenu par l'Université de Lille. Il a été fondé en 1921, succédant au Stade Universitaire Lillois fondé 8 ans plus tôt. 
Sa section rugby est associée au Lille Métropole rugby, club de Fédérale 1. Précédemment, les sections handball et basket-ball avaient déjà fusionné avec les grands clubs de la métropole lilloise que sont le Lille Métropole Handball Club Villeneuve d'Ascq et le Lille Métropole Basket. Les équipes 1 de ces trois sections du LUC évoluent donc désormais sous les couleurs de ces 3 grands clubs. Il est membre de la Fédération française des clubs omnisports.

## Sections sportives
Le LUC compte 26 sections sportives en 2024 :
- Aïkido
- Athlétisme (depuis 1957)
- Badminton (depuis 1981)
- BMX
- Danse classique (depuis 1971)
- Danse moderne (depuis 1971)
- Échecs
- École de l'eau
- eSport
- Football (depuis 1921)
- Gymnastique (depuis 1971)
- Haltérophilie
- Handi-basket
- Hockey sur gazon (depuis 1923) : LUC Ronchin
- Judo (depuis 1950)
- Karaté (depuis 1973)
- Kyūdō
- Natation (depuis 1966)
- Natation artistique
- Plongée (depuis 1968)
- Spéléologie (depuis 1980)
- Hockey subaquatique
- Tennis : création en 1965
- Voile (depuis 1968)
- Volley-ball (depuis 1945)
- Water-polo (depuis 1985) : voir ci-dessous

Sections disparues
- Aviron : Médaille de bronze aux Jeux Universitaires Mondiaux de 1937 + champion de France 1958
- Boxe anglaise : création en 1970
- Boxe française : création en 1968
- Bowling : création en 1995
- Equitation : création en 1968
- Escrime
- Football américain : création en 1987
- Haltérophilie : création en 1971
- Handball :  voir article dédié
- Parachutisme
- Pétanque : création en 1998
- Planche à voile : création en 1981
- Rugby : création en 1996 du Lille Métropole rugby l'Iris Club lillois
- Secourisme : création en 1996
- Ski de 1957 à 1962 : permet aux étudiants lillois de partir l'hiver en montagne
- Yoga : création en 1973

### Water-polo
Sa section water-polo, le Lille UC Métropole Water-Polo, évolue en 1re division féminine et est championne de France en 2014, 2015, 2016, 2017, 2018, 2019, 2021, 2022 et 2023, soit 9 titres d'affilée.